# Schermatura elettromagnetica

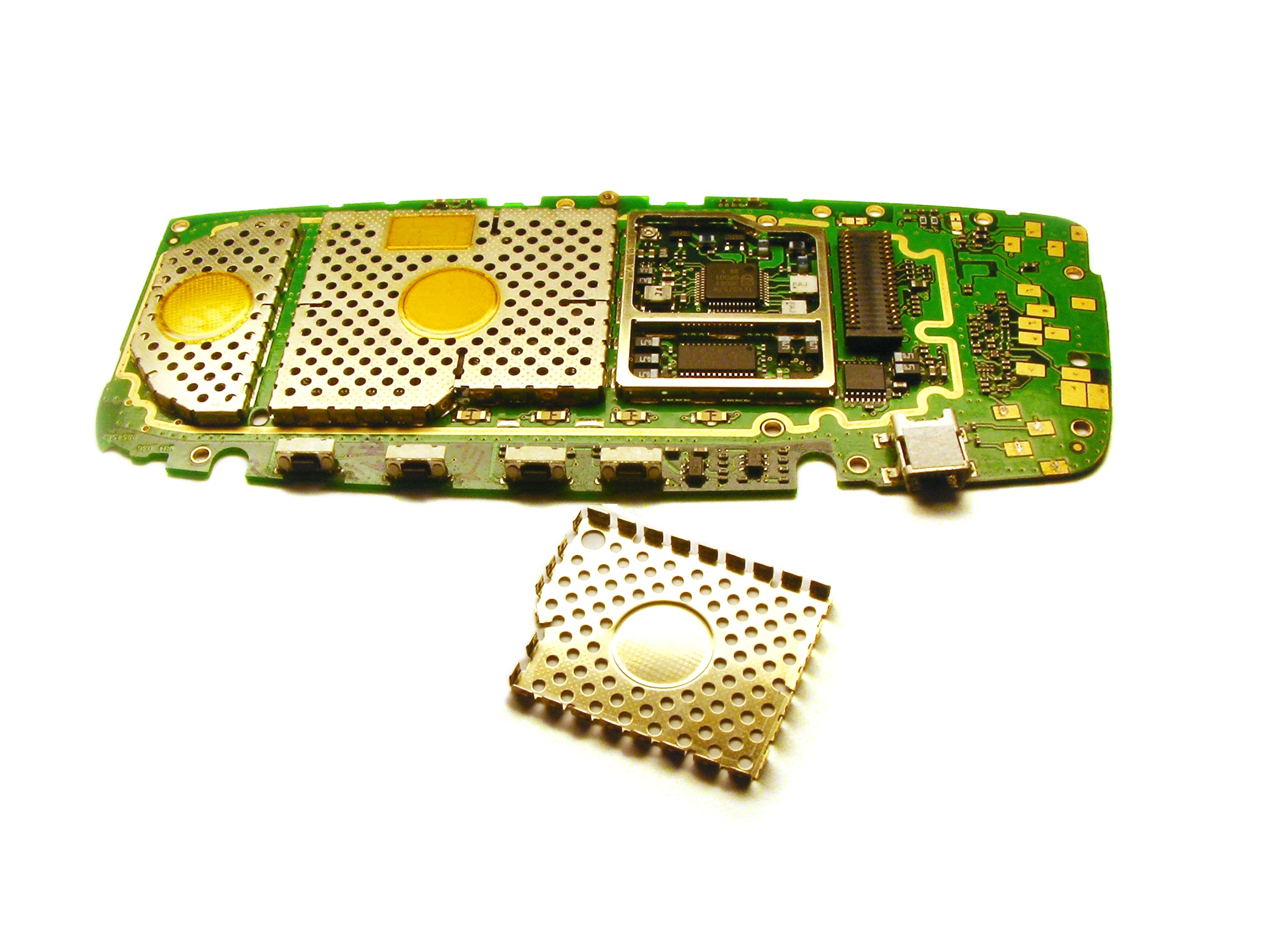
La schermatura elettromagnetica di un telefono cellulare

La schermatura elettromagnetica è un sistema in grado di ridurre in una determinata zona dello spazio il campo elettromagnetico generato da una sorgente. Questo sistema è impiegato prevalentemente per proteggere apparecchiature elettroniche, in modo da ridurre i disturbi e le interferenze che si verificano nel trasporto dei segnali.
La schermatura elettromagnetica si differenzia principalmente sulla base della tipologia di sorgente da schermare, con particolare riferimento alla frequenza dello spettro elettromagnetico generato dalla sorgente. La principale differenziazione è quindi tra schermature per la bassa frequenza (da 0 fino a 100 kHz) e per l'alta frequenza (oltre i 100 kHz). In bassa frequenza il campo elettrico e magnetico sono separati ed esistono schermature per le due tipologie di campi.
Le schermature in bassa frequenza sono anche utilizzate per ridurre l'impatto, principalmente del campo magnetico, sulla popolazione ed sui lavoratori, al fine di proteggere tali soggetti da sorgenti poste in prossimità degli stessi (es. apparecchiature industriali o elettrodotti) per contenerne l'esposizione umana all'interno dei limiti che vengono definiti dalle legislazioni vigenti nei vari paesi.

## Principi e funzioni
I campi elettromagnetici in bassa frequenza sono generati da correnti elettriche. Le principali sorgenti sono i sistemi elettrici per la generazione, il trasporto, la distribuzione e l'utilizzo dell'energia elettrica.
Le schermature svolgono la funzione di riportare i livelli di induzione magnetica, ovvero la grandezza fisica adottata nella valutazione dell'esposizione umana, al di sotto dei limiti definiti dagli standard, dalle leggi nazionali e internazionali.
Il funzionamento di una schermatura magnetica può essere basato su due principi fisici. 
Il primo si basa sulla legge dell'induzione elettromagnetica (legge di Faraday) che afferma che un campo magnetico variabile, detto campo induttore, induce all'interno di un corpo conduttore delle correnti indotte (correnti di Foucault) che a loro volta generano un  campo magnetico che si contrappone al campo induttore, riducendolo. I migliori materiali sono quelli caratterizzati da elevate conducibilità elettriche (es. rame o alluminio per scopi elettrici).
Il secondo principio si basa sulla deviazione delle linee di campo magnetico mediante l'interposizione, tra sorgente e area da proteggere, di un corpo di materiale ferromagnetico. La principale caratteristica fisica che determina la prestazione di uno schermo ferromagnetico è la permeabilità magnetica relativa. I migliori materiali ferromagnetici sono leghe ferro-silicio (es. lamierini isotropi o a grani orientati per applicazioni elettromeccaniche) o leghe ferro-nichel. L'utilizzo del ferro come materiale ferromagnetico, in assenza di opportuni trattamenti termici, non garantisce elevati valori di permeabilità magnetica.
Un secondo elemento che caratterizza i due materiali è rappresentato dal diverso comportamento in funzione dell'angolo di incidenza del campo magnetico: il materiale conduttivo funziona meglio se il campo magnetico è ortogonale allo schermo mentre il materiale ferromagnetico funziona meglio se il campo magnetico è tangente allo schermo.
Un terzo elemento che differenzia le due tipologie di materiali è il comportamento in funzione della distanza dallo schermo: nel caso del materiale conduttivo l'efficienza della schermatura è limitata vicino allo schermo ma si mantiene abbastanza allontanandosi dallo stesso, nel caso del materiale ferromagnetico si hanno elevate prestazioni vicino allo schermo ma poi queste decrescono rapidamente allontanandosi dallo stesso.
Gli spessori degli schermi magnetici conduttivi e ferromagnetici sono in genere  di qualche millimetro (2-5 mm).